# Liste der Darsteller der Fernsehserie Game of Thrones
Dieser Artikel bietet eine Übersicht über die Hauptdarsteller und die Neben- und Gastdarsteller der US-Fernsehserie Game of Thrones sowie deren deutsche Synchronsprecher. Die Rollennamen wurden in der deutschen Synchronisation teilweise abgeändert. In der Tabelle werden an erster Stelle die deutschen Varianten genannt. Die englischen Originalnamen sind kursiv in Klammern gesetzt.

## Hauptdarsteller
Unter den Hauptdarstellern werden alle Darsteller geführt, die mindestens in einer Staffel im Vorspann aufgeführt wurden:
| Rollenname                                                           | Schauspieler               | Hauptrolle (Folgen)  | Nebenrolle (Folgen)                                                                      | Synchronsprecher                                                                       |
| -------------------------------------------------------------------- | -------------------------- | -------------------- | ---------------------------------------------------------------------------------------- | -------------------------------------------------------------------------------------- |
| Tyrion Lennister (Tyrion Lannister)                                  | Peter Dinklage             | 1.01–8.06            |                                                                                          | Claus-Peter Damitz                                                                     |
| Ser Jaime Lennister (Jaime Lannister)                                | Nikolaj Coster-Waldau      | 1.01–8.06            |                                                                                          | Manou Lubowski                                                                         |
| Cersei Baratheon (geb. Lennister) (Cersei Lannister)                 | Lena Headey                | 1.01–8.06            |                                                                                          | Claudia Lössl                                                                          |
| Cersei Baratheon (geb. Lennister) (Cersei Lannister)                 | Nell Williams (als Kind)   |                      | 5.01                                                                                     | Zina Laus                                                                              |
| Daenerys Targaryen                                                   | Emilia Clarke              | 1.01–8.06            |                                                                                          | Gabrielle Pietermann                                                                   |
| Jon Schnee (Jon Snow) / Aegon Targaryen                              | Kit Harington              | 1.01–8.06            |                                                                                          | Patrick Roche                                                                          |
| Sansa Stark                                                          | Sophie Turner              | 1.01–8.06            |                                                                                          | Marcia von Rebay                                                                       |
| Arya Stark                                                           | Maisie Williams            | 1.01–8.06            |                                                                                          | Paulina Rümmelein                                                                      |
| Brandon „Bran“ Stark                                                 | Isaac Hempstead-Wright     | 1.01–4.10, 6.02–8.06 |                                                                                          | Manuel Scheuernstuhl                                                                   |
| Sandor „Bluthund“ Clegane (Sandor „The Hound“ Clegane)               | Rory McCann                | 1.01–4.10, 6.07–8.05 |                                                                                          | Thomas Albus                                                                           |
| Ser Jorah Mormont                                                    | Iain Glen                  | 1.01–8.04            |                                                                                          | Michael Roll                                                                           |
| Theon Graufreud (Theon Greyjoy)                                      | Alfie Allen                | 1.01–8.04            |                                                                                          | Roman Wolko                                                                            |
| König Joffrey Baratheon                                              | Jack Gleeson               | 1.01–4.03            |                                                                                          | Tobias John von Freyend                                                                |
| Catelyn „Cat“ Stark (geb. Tully)                                     | Michelle Fairley           | 1.01–3.09            |                                                                                          | Elisabeth Günther                                                                      |
| Robb Stark                                                           | Richard Madden             | 1.01–3.09            |                                                                                          | Stefan Günther                                                                         |
| Khal Drogo                                                           | Jason Momoa                | 1.01–1.10, 2.10      |                                                                                          | Mike Carl                                                                              |
| Lord Eddard „Ned“ Stark                                              | Sean Bean                  | 1.01–1.10            |                                                                                          | Torsten Michaelis                                                                      |
| Lord Eddard „Ned“ Stark                                              | Sebastian Croft (als Kind) |                      | 6.02, 6.05                                                                               | Julian Putzke                                                                          |
| Lord Eddard „Ned“ Stark                                              | Robert Aramayo (Rückblick) |                      | 6.03, 6.06, 6.10, 7.07                                                                   | Sebastian Griegel                                                                      |
| König Robert Baratheon                                               | Mark Addy                  | 1.01–1.07            |                                                                                          | Ekkehardt Belle                                                                        |
| Viserys Targaryen                                                    | Harry Lloyd                | 1.01–1.06            |                                                                                          | Johannes Raspe                                                                         |
| Lord Petyr „Kleinfinger“ Baelish (Lord Petyr „Littlefinger“ Baelish) | Aidan Gillen               | 1.03–7.07            |                                                                                          | Alexander Brem                                                                         |
| Bronn                                                                | Jerome Flynn               | 2.01–8.06            | 1.04–1.06, 1.08–1.09                                                                     | Crock Krumbiegel (Staffel 1–6) Christoph Jablonka (ab Staffel 7) Thomas Amper (Gesang) |
| Samwell „Sam“ Tarly                                                  | John Bradley               | 2.01–8.06            | 1.04, 1.07–1.10                                                                          | Dominik Auer                                                                           |
| Ser Davos Seewert (Ser Davos Seaworth)                               | Liam Cunningham            | 2.01–8.06            |                                                                                          | Martin Umbach                                                                          |
| Varys                                                                | Conleth Hill               | 2.01–8.05            | 1.03–1.10                                                                                | Jan Odle                                                                               |
| Melisandre                                                           | Carice van Houten          | 2.01–8.03            |                                                                                          | Uta Zaradic                                                                            |
| Stannis Baratheon                                                    | Stephen Dillane            | 2.01–5.10            |                                                                                          | Jacques Breuer                                                                         |
| Shae                                                                 | Sibel Kekilli              | 2.01–4.10            | 1.09–1.10                                                                                | Sibel Kekilli                                                                          |
| Lord-Kommandant Jeor Mormont                                         | James Cosmo                | 2.01–3.04            | 1.03, 1.07–1.10                                                                          | Norbert Gastell                                                                        |
| Königin Margaery Tyrell                                              | Natalie Dormer             | 2.03–6.10            |                                                                                          | Marieke Oeffinger                                                                      |
| Lord Tywin Lennister (Tywin Lannister)                               | Charles Dance              | 2.04–5.01            | 1.07–1.10                                                                                | Leon Rainer                                                                            |
| Ygritte                                                              | Rose Leslie                | 3.01–4.10            | 2.06–2.08, 2.10                                                                          | Laura Maire                                                                            |
| Talisa Stark (geb. Maegyr)                                           | Oona Chaplin               | 3.01–3.09            | 2.04, 2.06–2.08, 2.10                                                                    | Anke Kortemeier                                                                        |
| Gendry Baratheon                                                     | Joe Dempsie                | 3.02–3.10, 7.05–8.06 | 1.04, 1.10–2.05, 2.08, 2.10                                                              | Louis Friedemann Thiele                                                                |
| Ser Brienne von Tarth (Brienne of Tarth)                             | Gwendoline Christie        | 4.01–8.06            | 2.03–2.08, 2.10, 3.02–3.07, 3.10                                                         | Angela Wiederhut                                                                       |
| Tormund Riesentod (Tormund Giantsbane)                               | Kristofer Hivju            | 4.01–8.06            | 3.01–3.03, 3.05–3.07, 3.09                                                               | Stefan Lehnen                                                                          |
| Ramsay Bolton, geb. Schnee (Ramsay Snow)                             | Iwan Rheon                 | 4.02–6.09            | 3.02–3.04, 3.06–3.07, 3.10                                                               | Konrad Bösherz                                                                         |
| Goldy (Gilly)                                                        | Hannah Murray              | 4.03–8.04            | 2.01–2.03, 3.03–3.04, 3.06, 3.08–3.10                                                    | Katharina Schwarzmaier                                                                 |
| Missandei                                                            | Nathalie Emmanuel          | 5.01–8.04            | 3.01, 3.03–3.05, 3.07–4.01, 4.03–4.06, 4.08, 4.10                                        | Kalpna Joshi (Staffel 3) Jacqueline Belle (ab Staffel 4)                               |
| Daario Naharis                                                       | Ed Skrein                  |                      | 3.08–3.10                                                                                | Manuel Straube                                                                         |
| Daario Naharis                                                       | Michiel Huisman            | 5.01–6.10            | 4.01, 4.03–4.05, 4.07                                                                    | Karlo Hackenberger                                                                     |
| König Tommen Baratheon                                               | Callum Wharry              |                      | 1.01–1.02, 1.04–1.05, 2.01, 2.03, 2.06, 2.09                                             | Giuliano Ceraolo                                                                       |
| König Tommen Baratheon                                               | Dean-Charles Chapman       | 5.01–6.10            | 4.02–4.06                                                                                | Leonard Rosemann                                                                       |
| Ellaria Sand                                                         | Indira Varma               | 5.02–7.03            | 4.01–4.03, 4.08                                                                          | Katharina Müller-Elmau                                                                 |
| Jaqen H’ghar                                                         | Tom Wlaschiha              | 5.02–6.08            | 2.02–2.03, 2.05–2.06, 2.08, 2.10                                                         | Tom Wlaschiha                                                                          |
| Lord Roose Bolton                                                    | Michael McElhatton         | 5.03–6.02            | 2.04, 2.06–2.08, 3.01–3.02, 3.05–3.07, 3.09–3.10, 4.02, 4.08                             | Jürgen Jung                                                                            |
| Hoher Spatz (High Sparrow)                                           | Jonathan Pryce             | 6.01–6.10            | 5.03–5.04, 5.06–5.07, 5.10                                                               | Lutz Riedel                                                                            |
| Grauer Wurm (Grey Worm)                                              | Jacob Anderson             | 8.01–8.06            | 3.05, 3.07–4.01, 4.03–4.06, 4.08, 4.10–5.02, 5.04–5.05, 5.10, 6.02–6.05, 6.08–7.03, 7.07 | Nicola Devico Mamone                                                                   |

## Neben- und Gastdarsteller
| Rollenname | Schauspieler                  | Nebenrolle (Folgen) | Nebenrolle (Staffeln) | Synchronsprecher                                            |
| --- | ----------------------------- | --- | --------------------- | ----------------------------------------------------------- |
| Ser Weymar Rois (Waymar Royce) Sohn von Yohn Rois, Grenzer der Nachtwache                                                                                               | Rob Ostlere                   | 1.01 | 1                     | Hubertus von Lerchenfeld                                    |
| Will Grenzer der Nachtwache und späterer Deserteur | Bronson Webb                  | 1.01 | 1                     | Max Felder                                                  |
| Gared Grenzer der Nachtwache | Dermot Keaney                 | 1.01 | 1                     | Thomas Schüler                                              |
| Ser Rodrik Cassel Vasall der Starks und Waffenmeister von Winterfell | Ron Donachie                  | 1.01–1.06, 1.08–2.01, 2.03, 2.05–2.06                                                                                              | 1–2                   | Hartmut Neugebauer                                          |
| Ser Rodrik Cassel Vasall der Starks und Waffenmeister von Winterfell | Fergus Leathem (Rückblick)    | 6.02, 6.05 | 6                     |                                                             |
| Jory Cassel Neffe von Rodrik Cassel und Kommandant von Eddard Starks Leibwache                                                                                          | Jamie Sives                   | 1.01–1.05 | 1                     | Philipp Brammer                                             |
| Jon Arryn Gemahl von Lysa Arryn, vorherige Hand des Königs | John Standing                 | 1.01 | 1                     | 1                                                           |
| Benjen Stark Bruder von Eddard Stark, Mitglied der Nachtwache | Joseph Mawle                  | 1.01–1.03, 6.06, 6.10, 7.06 | 1, 6–7                | Marcus Off                                                  |
| Benjen Stark Bruder von Eddard Stark, Mitglied der Nachtwache | Matteo Elezi (Rückblick)      | 6.02, 6.05 | 6                     |                                                             |
| Maester Luwin Bediensteter der Starks | Donald Sumpter                | 1.01–1.02, 1.04–1.05, 1.07–1.08, 1.10–2.01, 2.03, 2.05–2.08, 2.10                                                                  | 1–2                   | Fred Maire                                                  |
| Myrcella Baratheon Tochter von Cersei und Robert Baratheon (offiziell, tatsächlich von Jaime Lennister)                                                                 | Aimee Richardson              | 1.01–1.02, 1.04–1.05, 2.01, 2.03, 2.05–2.06                                                                                        | 1–2                   | Janne Wetzel                                                |
| Myrcella Baratheon Tochter von Cersei und Robert Baratheon (offiziell, tatsächlich von Jaime Lennister)                                                                 | Nell Tiger Free               | 5.02, 5.06–5.07, 5.09–5.10, 6.02                                                                                                   | 5–6                   | Alina Freund                                                |
| Magister Illyrio Mopatis Edelmann aus Pentos, Unterstützer der Targaryens                                                                                               | Roger Allam                   | 1.01, 1.05 | 1                     | Reinhard Brock                                              |
| Qotho Ein Dothraki | Dar Salim                     | 1.01–1.02, 1.06–1.09 | 1                     | 2                                                           |
| Septa Mordane Bedienstete der Starks | Susan Brown                   | 1.01, 1.03–1.06, 1.08 | 1                     | Angelika Bender                                             |
| Hodor Bediensteter der Starks; eigentlicher Name: Wyllis; Ur-Enkel der alten Nan                                                                                        | Kristian Nairn                | 1.01, 1.04, 1.06, 1.08, 1.10–2.01, 2.03, 2.05–2.08, 2.10, 3.02, 3.06–3.07, 3.09–3.10, 4.02, 4.04–4.05, 4.10, 6.02, 6.05            | 1–4, 6                | Thomas Albus                                                |
| Hodor Bediensteter der Starks; eigentlicher Name: Wyllis; Ur-Enkel der alten Nan                                                                                        | Sam Coleman (Rückblick)       | 6.02, 6.05 | 6                     | Maximilian Belle                                            |
| Ros Prostituierte in Winterfell, später in Königsmund | Esmé Bianco                   | 1.01, 1.05–1.07, 1.10–2.02, 2.04, 2.08, 2.10–3.01, 3.03–3.04, 3.06                                                                 | 1–3                   | Maren Rainer                                                |
| Rickon Stark Jüngster Sohn von Eddard und Catelyn Stark | Art Parkinson                 | 1.01, 1.08, 1.10, 2.05–2.08, 2.10, 3.02, 3.06–3.07, 3.09, 6.03, 6.09                                                               | 1–3, 6                |                                                             |
| Mago Ein Dothraki | Ivailo Dimitrov               | 1.01, 1.08 | 1                     | 2                                                           |
| Weiße Wanderer | Ian Whyte                     | 1.01, 2.02 | 1–2                   |                                                             |
| Weiße Wanderer | Spencer Wilding               | 1.01 | 1                     |                                                             |
| Weiße Wanderer | Ross Mullan                   | 2.10, 3.03, 4.04 | 2–4                   |                                                             |
| Weiße Wanderer | Tim Loane                     | 5.08 | 5                     |                                                             |
| Irri Eine Dothraki | Amrita Acharia                | 1.02–1.04, 1.06–2.02, 2.04–2.06 | 1–2                   | Bettina Zech                                                |
| Doreah Sklavin in Pentos, später im Dienst von Daenerys Targaryen | Roxanne McKee                 | 1.02, 1.04, 1.06–1.09, 2.01–2.02, 2.04–2.05, 2.10                                                                                  | 1–2                   | Annina Braunmiller                                          |
| Ser Ilyn Payn (Ser Ilyn Payne) Scharfrichter in Königsmund | Wilko Johnson                 | 1.02, 1.09–1.10, 2.09 | 1–2                   | 1                                                           |
| Mycah Ein Metzgerbursche, Freund von Arya Stark | Rhodri Hosking                | 1.02 | 1                     | Paul Langemann                                              |
| Rast Mitglied der Nachtwache | Luke Barnes                   | 1.02–1.04, 1.07–1.09, 3.01–3.04, 4.04–4.05                                                                                         | 1, 3–4                | Torben Liebrecht                                            |
| Großmaester Pycelle (Grandmaester Pycelle) Ratsmitglied in Königsmund                                                                                                   | Julian Glover                 | 1.03–2.03, 2.09–2.10, 3.03, 3.08, 3.10, 4.02–4.03, 4.05–4.06, 4.08, 4.10–5.04, 5.10, 6.03–6.04, 6.08, 6.10                         | 1–6                   | Erich Ludwig                                                |
| Ser Barristan Selmy Kommandant der Königsgarde, später in Diensten von Daenerys Targaryen                                                                               | Ian McElhinney                | 1.03–1.08, 3.01, 3.03–3.05, 3.07–4.01, 4.03–4.06, 4.08, 4.10–5.02, 5.04–5.05                                                       | 1, 3–5                | Claus Brockmeyer                                            |
| Renly Baratheon Bruder von Robert und Stannis Baratheon, Meister der Gesetze unter Robert                                                                               | Gethin Anthony                | 1.03–1.07, 2.03–2.05 | 1–2                   | Patrick Schröder                                            |
| Lancel Lennister (Lancel Lannister) Sohn von Kevan Lennister, Knappe von Robert Baratheon; später als „Bruder Lancel“ Mitglied der religiösen Gruppierung der „Spatzen“ | Eugene Simon                  | 1.03–1.06, 1.10, 2.04–2.05, 2.09, 5.01, 5.03–5.04, 5.06–5.07, 6.06, 6.08, 6.10                                                     | 1–2, 5–6              | Johannes Wolko                                              |
| Yoren Rekrutierer der Nachtwache | Francis Magee                 | 1.03–1.05, 1.09–1.10, 2.02–2.03 | 1–2                   | Gudo Hoegel                                                 |
| Grenn Mitglied der Nachtwache | Mark Stanley                  | 1.03–1.04, 1.07–2.02, 2.05, 2.08, 2.10–3.04, 4.03–4.05, 4.07–4.10                                                                  | 1–4                   | Paul Sedlmeir                                               |
| Pypar „Pyp“ Mitglied der Nachtwache | Josef Altin                   | 1.03–1.04, 1.07–1.10, 3.10, 4.03–4.04, 4.07–4.10                                                                                   | 1, 3–4                | Tim Schwarzmaier                                            |
| Ser Allisar Thorn (Alliser Thorne) Ausbilder der Nachtwache; später zusätzlich Erster Grenzer                                                                           | Owen Teale                    | 1.03–1.04, 1.07–1.08, 4.01, 4.03–4.04, 4.07, 4.09, 5.01–5.03, 5.05, 5.07, 5.09–6.03                                                | 1, 4–6                | Thomas Rauscher                                             |
| Alte Nan (Old Nan) Bedienstete der Starks; Ur-Großmutter von Hodor | Margaret John                 | 1.03–1.04 | 1                     | Inge Solbrig-Combrinck                                      |
| Alte Nan (Old Nan) Bedienstete der Starks; Ur-Großmutter von Hodor | Annette Tierney (Rückblick)   | 6.02, 6.05 | 6                     | Bettina Kenter                                              |
| Page in Königsmund | Robert Sterne                 | 1.03, 1.05, 1.07–1.08 | 1                     | John Friedmann                                              |
| Rakharo Ein Dothraki | Elyes Gabel                   | 1.03, 1.06–2.01 | 1–2                   | Tobias Baum                                                 |
| Syrio Forel Schwertkampflehrer von Arya Stark in Königsmund, aus Braavos                                                                                                | Miltos Yerolemou              | 1.03, 1.06, 1.08 | 1                     | Christian Weygand                                           |
| Maester Aemon Targaryen Urgroßonkel von Daenerys Targaryen, Mitglied der Nachtwache                                                                                     | Peter Vaughan                 | 1.03, 1.07, 1.09, 3.10–4.01, 4.03, 4.09–4.10, 5.02, 5.05, 5.07                                                                     | 1, 3–5                | Osman Ragheb                                                |
| Masha Heddie Wirtin des Gasthofs am Königsweg | Susie Kelly                   | 1.04 | 1                     | Dorothea Anzinger                                           |
| Marillion Ein Sänger | Emun Elliott                  | 1.04–1.06, 1.10 | 1                     | Manuel Straube                                              |
| Gregor Clegane „Der reitende Berg“, Bruder von Sandor Clegane | Conan Stevens                 | 1.04–1.05 | 1                     |                                                             |
| Gregor Clegane „Der reitende Berg“, Bruder von Sandor Clegane | Ian Whyte                     | 2.04, 2.07–2.08 | 2                     | Franjo Marincic                                             |
| Gregor Clegane „Der reitende Berg“, Bruder von Sandor Clegane | Hafþór Júlíus Björnsson       | 4.07–4.08, 4.10, 5.10–6.03, 6.07–6.08, 6.10–7.03, 7.07–8.01, 8.04–8.05                                                             | 4–8                   | Tilo Schmitz                                                |
| Ser Hugh aus dem Grünen Tal (Ser Hugh of the Vale) ehemaliger Knappe von Jon Arryn                                                                                      | Jefferson Hall                | 1.04–1.05 | 1                     | Hubertus von Lerchenfeld                                    |
| Janos Slynt Kommandant der Stadtwache in Königsmund; später Mitglied der Nachtwache                                                                                     | Dominic Carter                | 1.04, 1.07–1.08, 2.01–2.02, 4.01, 4.03–4.04, 4.07, 4.09–5.03                                                                       | 1–2, 4–5              | Henk Flemming                                               |
| Tobho Mott Waffenschmied in Königsmund | Andrew Wilde                  | 1.04, 2.01 | 1–2                   | Andreas Borcherding                                         |
| Ser Willis Wode Ritter im Dienste des Hauses Whent | Ryan McKenna                  | 1.04–1.05 | 1                     | Gerd Meyer                                                  |
| Kurleket Ritter im Dienste des Hauses Bracken | Kevin Keenan                  | 1.04–1.05 | 1                     | John Friedmann                                              |
| Loras Tyrell „Der Ritter der Blumen“, Bruder von Margaery Tyrell | Finn Jones                    | 1.05–1.06, 2.03–2.05, 2.09–3.02, 3.05–3.06, 3.08, 4.02, 4.05–4.06, 5.01, 5.03–5.04, 5.06, 6.04, 6.10                               | 1–6                   | Benedikt Gutjan                                             |
| Lysa Arryn (geb. Tully) Schwester von Catelyn Stark und Edmure Tully | Kate Dickie                   | 1.05–1.06, 1.08, 4.05, 4.07 | 1, 4                  | Kathrin Simon                                               |
| Robin Arryn Sohn von Jon und Lysa Arryn | Lino Facioli                  | 1.05–1.06, 1.08, 4.05, 4.07–4.08, 5.01, 6.04, 8.06                                                                                 | 1, 4–6, 8             | Constantin Bauer                                            |
| Ser Vardis Egen „Ritter vom Grünen Tal“, Vasall der Arryns | Brendan McCormack             | 1.05–1.06 | 1                     | Thomas Meinhardt                                            |
| Mord Kerkerwächter in Hohenehr | Ciaran Bermingham             | 1.05–1.06 | 1                     | Gerhard Jilka                                               |
| Mhaegen Prostituierte in Königsmund | Antonia Christophers          | 1.05, 2.01 | 1–2                   | Lara Wurmer                                                 |
| Osha Eine Wildlingsfrau, Dienerin der Starks | Natalia Tena                  | 1.06–1.08, 1.10–2.01, 2.05–2.08, 2.10, 3.02, 3.06–3.07, 3.09, 6.03–6.04                                                            | 1–3, 6                | Caroline Combrinck                                          |
| Ser Lynderly Ritter aus dem Grünen Tal | Patrick Rocks                 | 1.06 | 1                     | Sebastian Winkler                                           |
| Ser Eon Hanter (Eon Hunter) Ritter aus dem Grünen Tal | Barrington Cullen             | 1.06 | 1                     | Henk Flemming                                               |
| Joss Bauer aus den Flusslanden | Niall Cusack                  | 1.06 | 1                     | Axel Scholtz                                                |
| Beric Dondarrion Anführer der „Bruderschaft ohne Banner“ | David Michael Scott           | 1.06 | 1                     | 1                                                           |
| Beric Dondarrion Anführer der „Bruderschaft ohne Banner“ | Richard Dormer                | 3.04–3.07, 6.08, 7.01, 7.05–8.04                                                                                                   | 3, 6–8                | Dietmar Wunder                                              |
| Stiv Ein Wildling, Begleiter von Osha | Stephen Don                   | 1.06 | 1                     | Lennardt Krüger                                             |
| Wallen Stivs Begleiter | Barry O’Connor                | 1.06 | 1                     | Sebastian Winkler                                           |
| Dosh-Khaleen-Priesterin | Amira Ghazella                | 1.06 | 1                     | 2                                                           |
| Dosh-Khaleen-Priesterin | Souad Faress                  | 6.03–6.04 | 6                     | 2                                                           |
| Weinhändler Auftragsmörder in Vaes Dothrak | Simon Lowe                    | 1.07 | 1                     | Benedikt Weber                                              |
| Othell Yarwyck Mitglied der Nachtwache, Erster Baumeister | Brian Fortune                 | 1.07–1.08, 4.01, 4.07, 5.02–5.03, 5.05, 5.07, 5.09–6.03                                                                            | 1, 4–6                | Thomas Amper (Staffel 1) Andreas Borcherding (ab Staffel 4) |
| Armeca Prostituierte in Königsmund | Sahara Knite                  | 1.07, 2.01–2.02, 2.09 | 1–2                   |                                                             |
| Todder Mitglied der Nachtwache | Will O’Connell                | 1.07, 3.10, 5.08–5.09 | 1, 3, 5               | Julian Manuel                                               |
| „Kleine Vögel“ (Little Birds) Spione in Diensten von Lord Varys und später von Qyburn                                                                                   | Tristan Mercieca              | 1.07 | 1                     |                                                             |
| „Kleine Vögel“ (Little Birds) Spione in Diensten von Lord Varys und später von Qyburn                                                                                   | Samuel Paul Small             | 4.08 | 4                     |                                                             |
| „Kleine Vögel“ (Little Birds) Spione in Diensten von Lord Varys und später von Qyburn                                                                                   | Nathanael Saleh               | 6.03, 6.10 | 6                     |                                                             |
| „Kleine Vögel“ (Little Birds) Spione in Diensten von Lord Varys und später von Qyburn                                                                                   | Annette Hannah                | 6.03, 6.10 | 6                     | Anastasia Zander                                            |
| Kevan Lennister (Kevan Lannister) Bruder von Tywin Lennister; später Hand des Königs                                                                                    | Ian Gelder                    | 1.08–1.10, 2.08, 5.01–5.02, 5.10, 6.03–6.04, 6.06, 6.08, 6.10                                                                      | 1–2, 5–6              | Dieter Memel                                                |
| Jon „Großjon“ Umber (Jon „Greatjon“ Umber) Vasall der Starks | Clive Mantle                  | 1.08–1.10 | 1                     | Dirk Galuba                                                 |
| Galbert Glauer (Galbert Glover) Vasall der Starks | Mark Coney                    | 1.08, 1.10 | 1                     |                                                             |
| Maegee Mormont (Maege Mormont) Lady der Bäreninsel, Schwester von Jeor Mormont und Tante von Jorah Mormont                                                              | Elizabeth Barrett             | 1.08–1.10 | 1                     | 1                                                           |
| Vayon Pool Haus- und Hofmeister der Starks | Matthew Scurfield             | 1.08 | 1                     | Gerhard Jilka                                               |
| Mirri Maz Duur Priesterin in Lhazar, später Sklavin der Dothraki | Mia Soteriou                  | 1.08–1.10 | 1                     | Susanne von Medvey                                          |
| Timett Anführer des Bergstammes der Brandmänner | Tobias Winter                 | 1.08–1.09, 2.01, 2.03 | 1–2                   | Gerhard Jilka                                               |
| Shagga Anführer des Bergstammes der Felsenkrähen | Mark Lewis Jones              | 1.08–1.09 | 1                     | Christoph Jablonka                                          |
| Ser Meryn Trant Mitglied der Königsgarde | Ian Beattie                   | 1.08, 1.10–2.01, 2.04, 2.06, 3.01, 3.07–3.08, 4.01–4.03, 4.06, 4.10–5.04, 5.09–5.10                                                | 1–5                   | Matthias Klie                                               |
| Walder Frey Lord vom Kreuzweg | David Bradley                 | 1.09, 3.09–3.10, 6.06, 6.10–7.01                                                                                                   | 1, 3, 6–7             | Jochen Striebeck                                            |
| Stevron Frey Sohn von Walder Frey | Colin Carnegie                | 1.09 | 1                     | Matthias Kupfer                                             |
| Lady Joyeuse Frey geb. Erenford Gemahlin von Walder Frey | Kelly Long                    | 1.09, 3.09 | 1, 3                  | 1                                                           |
| Lord Leo Leffert (Leo Lefford) Vasall der Lennisters | Vincent McCabe                | 1.09–1.10 | 1                     | Jochen Striebeck                                            |
| Lord Jonos Bracken Vasall der Tullys | Gerry O’Brien                 | 1.10 | 1                     | Willi Röbke                                                 |
| Ser Addam Marbrand Ritter im Dienste der Lennisters | BJ Hogg                       | 1.10 | 1                     | Matthias Klie                                               |
| Heiße Pastete (Hot Pie) Waisenjunge aus Königsmund, zeitweiliger Begleiter von Arya Stark                                                                               | Ben Hawkey                    | 1.10–2.05, 2.08, 2.10, 3.02–3.03, 4.07, 7.02                                                                                       | 1–4, 7                | Domenic Redl                                                |
| Lommy Grünhand (Lommy Greenhands) Waisenjunge aus Königsmund, zeitweiliger Begleiter von Arya Stark                                                                     | Eros Vlahos                   | 1.10–2.03 | 1–2                   | Maximilian Belle                                            |
| Beißer (Biter) Krimineller aus Königsmund | Gerard Jordan                 | 1.10, 2.02–2.03, 2.08, 4.07 | 1–2, 4                | 1                                                           |
| Rorge Krimineller aus Königsmund | Andy Beckwith                 | 1.10, 2.02–2.03, 2.08, 4.07 | 1–2, 4                | Torsten Münchow                                             |
| Rickard Karstark Vasall der Starks, Vater von Harald und Alys Karstark                                                                                                  | Steven Blount                 | 1.10 | 1                     | Thomas Schüler                                              |
| Rickard Karstark Vasall der Starks, Vater von Harald und Alys Karstark                                                                                                  | John Stahl                    | 2.07–2.08, 3.01–3.02, 3.05 | 2–3                   | Thomas Schüler                                              |
| Craster Ein Wildling, Vater von Goldy | Robert Pugh                   | 2.01–2.03, 3.03–3.04 | 2–3                   | Holger Schwiers                                             |
| Kovarro Ein Dothraki | Steven Cole                   | 2.01, 2.04–2.08, 2.10 | 2                     | 2                                                           |
| Aggo Ein Dothraki | Nicolai McKinsky              | 2.01 | 2                     | 2                                                           |
| Malakho Ein Dothraki | Robert Boroje                 | 2.01, 2.04–2.07 | 2                     | 2                                                           |
| Lord Portan Vasall der Starks | Gordon Fulton                 | 2.01 | 2                     | Christian Mey                                               |
| Marei Prostituierte in Königsmund | Josephine Gillan              | 2.01–2.02, 3.03, 4.01, 4.03, 5.04, 6.10, 8.01                                                                                      | 2–6, 8                | Ilena Gwisdalla                                             |
| Eddison „Edd“ Tollett Mitglied der Nachtwache | Ben Crompton                  | 2.01–2.02, 2.05, 2.08, 2.10–3.04, 4.03–4.05, 4.07–5.05, 5.07–5.09, 6.01–6.05, 7.01, 8.01–8.04                                      | 2–8                   | Thomas Darchinger                                           |
| Maester Cressen Gelehrter auf Drachenstein | Oliver Ford Davies            | 2.01 | 2                     | Ulf J. Söhmisch                                             |
| Alton Lennister (Alton Lannister) Entfernter Verwandter des Hauptzweiges der Lennister-Familie                                                                          | Karl Davies                   | 2.01–2.02, 2.07 | 2                     | Simon Pearce                                                |
| Matthos Seewert (Matthos Seaworth) Sohn von Davos Seewert | Kerr Logan                    | 2.01–2.02, 2.08–2.09 | 2                     | Julian Manuel                                               |
| Daisy Prostituierte in Königsmund | Maisie Dee                    | 2.01, 2.03–2.04 | 2                     | Katharina Iacobescu                                         |
| Ser Dontos Hollard Ritter in Königsmund | Tony Way                      | 2.01, 2.04, 2.09, 4.01–4.03 | 2, 4                  | Thomas Wenke                                                |
| Selyse Florent Gemahlin von Stannis Baratheon | Sarah MacKeever               | 2.01 | 2                     |                                                             |
| Selyse Florent Gemahlin von Stannis Baratheon | Tara Fitzgerald               | 3.05, 4.02, 4.07, 4.10–5.02, 5.04–5.05, 5.09–5.10                                                                                  | 3–5                   | Alexandra Ludwig                                            |
| Asha Graufreud (Yara Greyjoy) Tochter von Balon Graufreud und Schwester von Theon Graufreud                                                                             | Gemma Whelan                  | 2.02–2.03, 2.05, 2.08, 3.10, 4.06, 6.02, 6.04–6.05, 6.07, 6.09–6.10, 7.02–7.03, 8.01, 8.06                                         | 2–4, 6–8              | Farina Brock                                                |
| Balon Graufreud (Balon Greyjoy) Lord der Eiseninseln, Vater von Theon und Asha Graufreud                                                                                | Patrick Malahide              | 2.02–2.03, 3.10, 6.02 | 2–3, 6                | Frank Engelhardt                                            |
| Podrick „Pod“ Payne Knappe von Tyrion Lennister, später von Brienne von Tarth                                                                                           | Daniel Portman                | 2.02, 2.08–3.01, 3.03, 3.05, 3.08, 3.10–4.05, 4.07, 4.10–5.03, 5.05, 5.07, 5.10–6.02, 6.04–6.05, 6.08, 7.01, 7.04, 7.07–8.04, 8.06 | 2–8                   | Karim El Kammouchi                                          |
| Salladhor Saan Pirat aus Lys | Lucian Msamati                | 2.02, 3.01, 4.06 | 2–4                   | Michael Ojake                                               |
| Priester des ertrunkenen Gottes | Jonathan Ryan                 | 2.03 | 2                     | Manfred Erdmann                                             |
| Gerald Soldat im Dienste Renly Baratheons | Ken Fletcher                  | 2.03 | 2                     | Andreas Borcherding                                         |
| Ser Amory Lorch Ritter im Dienste der Lennisters | Fintan McKeown                | 2.03–2.06 | 2                     | Andreas Wilde                                               |
| Polliver Soldat im Dienste Gregor Clegans | Andy Kellegher                | 2.03–2.04, 4.01 | 2, 4                  |                                                             |
| Rennick Soldat im Dienste der Lennisters | David Fynn                    | 2.04 | 2                     | Tobias Müller                                               |
| Wiesel (Weasel) Soldat im Dienste Gregor Clegans | Paul Kealyn                   | 2.04 | 2                     |                                                             |
| Xaro Xhoan Daxos Bedeutender Händler in Qarth | Nonso Anozie                  | 2.04–2.07, 2.10 | 2                     | Charles Rettinghaus                                         |
| Pyat Pree Hexenmeister in Qarth | Ian Hanmore                   | 2.04–2.05, 2.07, 2.10 | 2                     | Bernd Rumpf                                                 |
| „Der Kitzler“ (The Thickler) Folterknecht auf Harrenhal | Anthony Morris                | 2.04–2.05 | 2                     | Wolfgang Haas                                               |
| Gewürzkönig (Spice King) Bedeutender Händler in Qarth | Nicholas Blane                | 2.04, 2.06–2.07 | 2                     | Kai Taschner                                                |
| Gefangene in Harrenhal | Gina Moxley                   | 2.04 | 2                     | Bettina Kenter                                              |
| Reginald Lennister (Reginald Lannister) Vetter von Tywin Lennister | Patrick Fitzsymons            | 2.05 | 2                     | Matthias Klie                                               |
| Dagmer Spaltkinn (Dagmer Cleftjaw) Ein Krieger von den Eiseninseln | Ralph Ineson                  | 2.05–2.08, 2.10 | 2                     | Thomas Höricht                                              |
| Lorren Ein Krieger von den Eiseninseln | Forbes KB                     | 2.05–2.07, 2.10 | 2                     | Stephan Hoffmann                                            |
| Bauer aus Winterfell | Donagh Deeney                 | 2.05, 2.07 | 2                     | Gerhard Acktun                                              |
| Qhorin Halbhand (Qhorin Halfhand) Mitglied der Nachtwache | Simon Armstrong               | 2.05–2.06, 2.08, 2.10 | 2                     | Ulrich Frank                                                |
| Quaithe Mysteriöse Frau in Qarth | Laura Pradelska               | 2.05, 2.07 | 2                     | Claudia Urbschat-Mingues                                    |
| Hallyne Alchemist in Königsmund | Roy Dotrice                   | 2.05, 2.09 | 2                     | Mogens von Gadow                                            |
| Aufständischer in Königsmund | Edward Tudor-Pole             | 2.05 | 2                     | Peter Flechtner                                             |
| Ser Robar Rois (Robar Royce) Mitglied von Renly Baratheons Königsgarde, Sohn von Yohn Rois                                                                              | Dez McMahon                   | 2.05 | 2                     | Gerd Meyer                                                  |
| Quent Soldat im Dienste der Starks | Aidan Crowe                   | 2.06–2.07 | 2                     | 1                                                           |
| Drennan Ein Krieger von den Eiseninseln | David Coakley                 | 2.06–2.07 | 2                     |                                                             |
| Farlen Zwingermeister in Winterfell | Pater Ballance                | 2.06–2.07 | 2                     |                                                             |
| Bernadette Zofe von Cersei Lennister | Sara Dylan                    | 2.07, 3.06, 4.01, 6.01, 6.10, 7.03                                                                                                 | 2–4, 6–7              | Pola Jane O’Mara                                            |
| Rasselhemd (Rattleshirt) Ein Wildling | Edward Dogliani               | 2.08, 2.10–3.01 | 2–3                   | Sven Gerhardt                                               |
| Rasselhemd (Rattleshirt) Ein Wildling | Ross O’Hennessy               | 5.08 | 5                     | Sven Gerhardt                                               |
| Ser Mandon Moore Mitglied der Königsgarde | James Doran                   | 2.08–2.09 | 2                     | 1                                                           |
| Imry Florent Schwager Stannis Baratheons, Soldat in dessen Diensten | Gordan Mahon                  | 2.09 | 2                     |                                                             |
| Tom Soldat im Dienste der Starks | Christopher Reilly            | 2.10 | 2                     | Tim Knauer                                                  |
| Septon in den Flusslanden | Terry Byrne                   | 2.10 | 2                     | Michael Rüth                                                |
| Manke Rayder (Mance Rayder) „König jenseits der Mauer“ | Ciarán Hinds                  | 3.01–3.03, 4.10–5.01 | 3–5                   | Jan Spitzer                                                 |
| Kraznys mo Nakloz Sklavenhändler in Astapor | Dan Hildebrand                | 3.01, 3.03–3.04 | 3                     | Jakob Riedl                                                 |
| Qyburn Ein ehemaliger Maester; später Meister der Flüsterer | Anton Lesser                  | 3.01, 3.05, 3.07, 3.10–4.01, 4.10, 5.02–5.04, 5.08, 5.10, 6.03, 6.08, 6.10–7.03, 7.05, 7.07–8.01, 8.04–8.05                        | 3–8                   | Alexander Pelz                                              |
| Dongo Ein Riese | Ian Whyte                     | 3.01, 4.09–4.10 | 3–4                   |                                                             |
| Mirelle Prostituierte in Königsmund | Elisa Lasowski                | 3.01 | 3                     |                                                             |
| Thoros von Myr (Thoros of Myr) Mitglied der „Bruderschaft ohne Banner“                                                                                                  | Paul Kaye                     | 3.02–3.07, 6.08, 7.01, 7.05–7.06                                                                                                   | 3, 6–7                | Sascha Alexander Geršak                                     |
| Anguy Mitglied der „Bruderschaft ohne Banner“ | Philip McGinley               | 3.02–3.07 | 3, 6                  | Alexander Doering                                           |
| Locke Vasall der Boltons | Noah Taylor                   | 3.02–3.05, 3.07, 4.02, 4.04–4.05                                                                                                   | 3–4                   | Frank Röth                                                  |
| Orell Ein Wildling | Mackenzie Crook               | 3.02–3.03, 3.05–3.07, 3.09 | 3                     | Robinson Reichel                                            |
| Lady Olenna Tyrell (geb. Redwyne) „Königin der Dornen“, Großmutter von Loras und Margaery Tyrell                                                                        | Diana Rigg                    | 3.02, 3.04–3.06, 3.08, 4.01–4.04, 5.06–5.07, 6.03–6.04, 6.06–6.07, 6.10, 7.02–7.03                                                 | 3–7                   | Viktoria Brams                                              |
| Jojen Reet (Jojen Reed) Bruder von Meera Reet, Begleiter von Bran Stark                                                                                                 | Thomas Brodie-Sangster        | 3.02, 3.04, 3.06–3.07, 3.09–3.10, 4.02, 4.04–4.05, 4.10                                                                            | 3–4                   | Tim Schwarzmaier                                            |
| Meera Reet (Meera Reed) Schwester von Jojen Reet, Begleiterin von Bran Stark                                                                                            | Ellie Kendrick                | 3.02, 3.06–3.07, 3.09–3.10, 4.02, 4.04–4.05, 4.10, 6.02, 6.05–6.06, 6.10–7.01, 7.03–7.04                                           | 3–4, 6–7              | Nicola Pendelin                                             |
| Skinner Folterknecht auf Grauenstein | Michael Shelford              | 3.02–3.03 | 3                     | Christian Stark                                             |
| Karl Tanner Mitglied der Nachtwache | Burn Gorman                   | 3.03–3.04, 4.04–4.05 | 3–4                   | Herbert Schäfer                                             |
| Brynden „Schwarzfisch“ Tully (Brynden „Blackfish“ Tully) Onkel von Edmure Tully, Catelyn Stark und Lysa Arryn                                                           | Clive Russell                 | 3.03, 3.05–3.07, 3.09, 6.07–6.08                                                                                                   | 3, 6                  | Engelbert von Nordhausen                                    |
| Edmure Tully Lord von Schnellwasser, Bruder von Catelyn Stark und Lysa Arryn                                                                                            | Tobias Menzies                | 3.03, 3.05–3.07, 3.09, 6.06–6.08, 8.06                                                                                             | 3, 6, 8               | Ole Pfennig                                                 |
| Martyn Lennister (Lannister) Sohn von Kevan Lennister, Bruder von Willem und Lancel                                                                                     | Dean-Charles Chapman          | 3.03, 3.05 | 3                     | Cedric Eich                                                 |
| Willem Lennister (Lannister) Sohn von Kevan Lennister, Bruder von Martyn und Lancel                                                                                     | Timothy Gibbons               | 3.03, 3.05 | 3                     |                                                             |
| Greizhen mo Ullhor Sklavenhändler in Astapor | Clifford Barry                | 3.03–3.04 | 3                     | Gerhard Jilka                                               |
| Kayla Prostituierte in Königsmund; Kontorsionistin | Pixie Le Knot                 | 3.03, 4.02 | 3–4                   | 1                                                           |
| Singender Bolton-Soldat | Gary Lightbody                | 3.03 | 3                     | Thomas Amper                                                |
| Shireen Baratheon Tochter von Stannis Baratheon | Kerry Ingram                  | 3.05, 3.10, 4.02–4.03, 4.10–5.02, 5.04–5.05, 5.09                                                                                  | 3–5                   | Liv Wagener                                                 |
| Olyvar Spion Petyr Baelishs | Will Tudor                    | 3.05, 4.01, 4.03, 5.01, 5.03–5.04, 5.06                                                                                            | 3–5                   | David Zimmerschied                                          |
| Lothar Frey Sohn von Walder Frey | Tom Brooke                    | 3.06, 3.09 | 3                     | Marc Stachel                                                |
| Lothar Frey Sohn von Walder Frey | Daniel Tuite                  | 6.06–6.08, 6.10 | 6                     | Marc Stachel                                                |
| Der „schwarze“ Walder Strom („Black“ Walder Rivers) Urenkel von Walder Frey                                                                                             | Tim Plester                   | 3.06, 3.09, 6.06–6.08, 6.10 | 3, 6                  | Dirk Meyer                                                  |
| Myranda Dienerin der Boltons und Geliebte Ramsays | Charlotte Hope                | 3.07, 4.02, 4.06, 5.03, 5.05–5.06, 5.10–6.01                                                                                       | 3–6                   | Ilena Gwisdalla                                             |
| Violet Dienerin der Boltons | Stephanie Blacker             | 3.07 | 3                     | Julia Haacke                                                |
| Razdal mo Eraz Adliger aus Yunkai | George Georgiou               | 3.07, 6.04, 6.09 | 3, 6                  | Johannes Steck (Staffel 3) René Oltmanns (Staffel 6)        |
| Mero „Der Bastard des Titanen“, Hauptmann der Zweitgeborenen | Mark Killeen                  | 3.08 | 3                     | Michael Lott                                                |
| Prendahl na Ghezn Hauptmann der Zweitgeborenen | Ramon Tikaram                 | 3.08 | 3                     | Mark Kuhn                                                   |
| Hoher Septon (High Septon) | Paul Bentley                  | 3.08, 4.02–4.03, 4.05, 5.01, 5.03                                                                                                  | 3–5                   | Michael Schwarzmaier                                        |
| Roslin Frey Tochter von Walder Frey, Gemahlin von Edmure Tully | Alexandra Dowling             | 3.09 | 3                     | Anna Ewelina                                                |
| Wendel Manderly Soldat im Dienste der Starks, Sohn von Wyman Manderly                                                                                                   | Oddie Braddell                | 3.09 | 3                     | 1                                                           |
| Oberyn Martell Prinz aus Dorne, Bruder von Doran Martell | Pedro Pascal                  | 4.01–4.03, 4.05–4.08 | 4                     | Philipp Moog                                                |
| Styr Ein Wildling, Anführer des Stammes der Thenn | Yuri Kolokolnikov             | 4.01, 4.03, 4.08–4.09 | 4                     | Jan-David Rönfeldt                                          |
| Thenn-Warg Ein Wildling vom Stamm der Thenn | Joseph Gatt                   | 4.01, 4.03, 4.09 | 4                     | Marc Rosenberg                                              |
| Lord Schwarzberg (Lord Blackmont) Vasall der Martells | Daniel Rabin                  | 4.01 | 4                     | Karl-Heinz Knaup                                            |
| Maes Tyrell (Mace Tyrell) Lord von Rosengarten und Wächter des Südens; Vater von Margaery und Loras Tyrell; später Meister der Münze und Schiffe                        | Roger Ashton-Griffiths        | 4.02, 4.05–4.06, 4.08, 5.01–5.04, 5.09, 6.03, 6.06, 6.08, 6.10                                                                     | 4–6                   | Alexander Duda (Sprache) Thomas Amper (Gesang)              |
| Axell Florent Lord von Klarwasser, Schwager von Stannis Baratheon | James McHale                  | 4.02 | 4                     | Phillip Lentz                                               |
| Walda Bolton geb. Frey Tochter von Walder Frey, Gemahlin von Roose Bolton                                                                                               | Elizabeth Webster             | 4.02, 5.03, 5.05–5.06, 6.02 | 4–6                   | Shirin Lotze                                                |
| Tansy ehemalige Dienerin der Boltons | Jazzy De Lisser               | 4.02 | 4                     | Lea Kalbhenn                                                |
| Sänger auf Joffreys Hochzeit | Jón Þór Birgisson             | 4.02 | 4                     | Thomas Amper                                                |
| Olly Waisenjunge aus dem Norden; Mitglied der Nachtwache | Brenock O’Connor              | 4.03–4.04, 4.07, 4.09–5.05, 5.07–6.03                                                                                              | 4–6                   | Luke Gaida                                                  |
| Hizdahr zo Loraq Adliger aus Meereen | Joel Fry                      | 4.03, 4.06, 5.01–5.02, 5.04–5.05, 5.07, 5.09                                                                                       | 4–5                   | Sebastian Winkler                                           |
| Sklavenherr in Meereen | Emilio Doorgasingh            | 4.03–4.04 | 4                     | 2                                                           |
| Hamlet Bauer aus den Flusslanden | Finbar Lynch                  | 4.03 | 4                     | Manfred Trilling                                            |
| Guymon Bauer aus der Schenkung, Vater von Olly | Jem Wall                      | 4.03 | 4                     | Benedikt Weber                                              |
| Wirtin in Mulwarft | Lu Corfield                   | 4.03, 4.08 | 4                     | Maria Böhme                                                 |
| Hure in Mulwarft | Lois Winstone                 | 4.03, 4.08 | 4                     | Jo Kern                                                     |
| Morag Eine von Crasters Frauen | Deirdre Monaghan              | 4.04–4.05 | 4                     | Maria Böhme                                                 |
| Sissy Eine von Crasters Frauen | Jane McGrath                  | 4.04–4.05 | 4                     | 1                                                           |
| Mossador Sklave aus Meereen | Reece Noi                     | 4.04, 5.01–5.02 | 4–5                   | Kevin Iannotta                                              |
| Der Nachtkönig (Night King) Anführer der Weißen Wanderer | Richard Brake                 | 4.04, 5.08 | 4–5                   |                                                             |
| Der Nachtkönig (Night King) Anführer der Weißen Wanderer | Vladimir Furdik               | 6.05, 7.05–7.07, 8.03 | 6–8                   |                                                             |
| Ser Donnel Waynwald (Donnel Waynwood) Vasall der Arryns, Kommandant des Bluttores, Sohn von Lady Anya Waynwald                                                          | Alisdair Simpson              | 4.05, 4.08 | 4                     | Gerhard Jilka                                               |
| Tycho Nestoris Angestellter der Eisernen Bank von Braavos | Mark Gatiss                   | 4.06, 5.09, 7.03–7.04 | 4–5, 7                | Thomas Nero Wolff                                           |
| Lhara Prostituierte aus Braavos | Sarine Sofair                 | 4.06, 5.08–5.09 | 4–5                   | Eva-Maria Reichert                                          |
| Sterbender Mann | Barry McGovern                | 4.07 | 4                     | Norbert Gastell                                             |
| Schwarzer Jack Bulwer (Black Jack Bulwer) Mitglied der Nachtwache | Cormac McDonagh               | 4.08 | 4                     | Phillip Lentz                                               |
| Kegs Mitglied der Nachtwache | Tim Landers                   | 4.08 | 4                     |                                                             |
| Mally (Mully) Mitglied der Nachtwache | Andy Moore                    | 4.08 | 4                     |                                                             |
| Lord Yohn Rois (Yohn Royce) Lord von Runenstein im Grünen Tal; Vater von Weymar und Robar Rois                                                                          | Rupert Vansittart             | 4.08, 5.01, 6.04, 6.10–7.03, 7.05, 7.07–8.02, 8.04, 8.06                                                                           | 4–8                   | Wolfgang Müller                                             |
| Lady Anya Waynwald (Anya Waynwood) Lady aus dem Grünen Tal, Mutter von Ser Donnel Waynwald                                                                              | Paola Dionisotti              | 4.08 | 4                     | Ursula Wolff                                                |
| Lord Vanke Corbray (Vance Corbray) Lord aus dem Grünen Tal | Richard Doubleday             | 4.08 | 4                     | Jürgen Jung                                                 |
| Ralf Kenning Krieger von den Eiseninseln | Grahame Fox                   | 4.08 | 4                     | Rolf Berg                                                   |
| Adrack Demut (Adrack Humble) Krieger von den Eiseninseln | Jody Halse                    | 4.08 | 4                     | Marc Rosenberg                                              |
| Donnel Hügel (Donnel Hill) Mitglied der Nachtwache | Jack Roth                     | 4.09 | 4                     |                                                             |
| Cooper Mitglied der Nachtwache | Joe Claflin                   | 4.09 | 4                     |                                                             |
| Mag Mar Tuh Doh Weg Ein Riese | Neil Fingleton                | 4.09 | 4                     |                                                             |
| Fennesz Ehemaliger Sklave aus Meeren | Trevor Allan Davies           | 4.10 | 4                     | Berno von Cramm                                             |
| Leaf Kind des Waldes | Alice Hewkin                  | 4.10 | 4                     | Elisabeth von Koch                                          |
| Leaf Kind des Waldes | Kae Alexander                 | 6.02–6.03, 6.05 | 6                     | Elisabeth von Koch                                          |
| Dreiäugiger Rabe (Three-Eyed Raven) | Struan Rodger                 | 4.10 | 4                     | Björn-Tilo Kraft                                            |
| Dreiäugiger Rabe (Three-Eyed Raven) | Max von Sydow                 | 6.02–6.03, 6.05 | 6                     | Jürgen Thormann                                             |
| Ternesio Terys Salzhändler aus Braavos | Gary Oliver                   | 4.10, 5.02 | 4–5                   | Johannes Steck                                              |
| Maggy Eine Wahrsagerin | Jodhi May                     | 5.01 | 5                     | Caroline Ebner                                              |
| Bowen Marsh Mitglied der Nachtwache, Erster Kämmerer | Michael Condron               | 5.01–5.03, 5.05, 5.07, 5.09–6.03                                                                                                   | 5–6                   | Mike Carl (Staffel 5) Jochen Strodthoff (Staffel 6)         |
| Weiße Ratte Ein Unbefleckter | Marcos James                  | 5.01 | 5                     | 2                                                           |
| Vala Prostituierte in Meereen | Meena Rayann                  | 5.01, 5.04, 6.03 | 5–6                   | Diana Marie Müller                                          |
| Fürst Doran Martell Regierender Prinz von Dorne; älterer Bruder von Oberyn Martell                                                                                      | Alexander Siddig              | 5.02, 5.06, 5.09–6.01 | 5–6                   | Tayfun Bademsoy                                             |
| Trystane Martell Sohn von Doran Martell | Toby Sebastian                | 5.02, 5.06, 5.09–6.01 | 5–6                   | Tobias Kern                                                 |
| Areo Hotah Befehlshaber der Garde Doran Martells | DeObia Oparei                 | 5.02, 5.06–5.07, 5.09–6.01 | 5–6                   | Andreas Wilde                                               |
| Lollys Schurwerth (Lollys Stokeworth) Verlobte von Bronn | Elizabeth Cadwalladar         | 5.02 | 5                     | Bettina Zech                                                |
| Ser Denys Mellister (Denys Mallister) Mitglied der Nachtwache, Kommandant des Schattenturms                                                                             | J.J. Murphy                   | 5.02 | 5                     | 1                                                           |
| Gesichtsloser Mann (Faceless Man) | Cedric Henderson              | 5.02 | 5                     | Thomas Rau                                                  |
| Clea Prostituierte in Volantis | Gwyneth Keyworth              | 5.03 | 5                     | Katharina Iacobescu                                         |
| Mutter der Drachen (Mother of Dragons) Prostituierte in Volantis | Samantha McEwan               | 5.03 | 5                     |                                                             |
| Die Heimatlose (The Waif) Priesterin des Vielgesichtigen Gottes | Faye Marsay                   | 5.03, 5.06, 5.08, 5.10–6.03, 6.05–6.08                                                                                             | 5–6                   | Stefanie Dischinger                                         |
| Rote Priesterin (Red Priestress) Priesterin in Volantis | Rila Fukushima                | 5.03 | 5                     | Constanze Lindner                                           |
| Alte Frau in Winterfell | Stella McCusker               | 5.03, 5.05, 5.07 | 5                     | Eva-Maria Lahl                                              |
| Obara Sand Tochter von Oberyn Martell | Keisha Castle-Hughes          | 5.04, 5.06–5.07, 5.09–6.01, 6.10, 7.02                                                                                             | 5–7                   | Amanda da Gloria                                            |
| Tyene Sand Tochter von Oberyn Martell | Rosabell Laurenti Sellers     | 5.04, 5.06–5.07, 5.09–6.01, 6.10, 7.02–7.03                                                                                        | 5–7                   | Maresa Sedlmeir                                             |
| Nymeria Sand Tochter von Oberyn Martell | Jessica Henwick               | 5.04, 5.06–5.07, 5.09–6.01, 6.10, 7.02                                                                                             | 5–7                   | Leslie-Vanessa Lill                                         |
| Handelsschiffkapitän | Gary Pillai                   | 5.04 | 5                     |                                                             |
| Dornische Wache | Christian Vit                 | 5.04 | 5                     |                                                             |
| Wirt | Raymond Keane                 | 5.05 | 5                     | Axel Lutter                                                 |
| Malko Sklavenhändler in Essos | Adewale Akinnuoye-Agbaje      | 5.06–5.07 | 5                     | Adam Nümm                                                   |
| Joss Mann aus Braavos | James McKenzie Robinson       | 5.06 | 5                     | Markus Pfeiffer                                             |
| Septa Unella Septa der Militärischen Orden | Hannah Waddingham             | 5.07–5.08, 5.10–6.01, 6.04, 6.06–6.07, 6.10                                                                                        | 5–6                   | Marion Niederländer                                         |
| Yezzan zo Quaggaz Sklavenhändler in Meereen | Enzo Cilenti                  | 5.07–5.08, 6.04, 6.09 | 5–6                   | Alexander Onken                                             |
| Derek Mitglied der Nachtwache | Ian Lloyd Anderson            | 5.07 | 5                     | Daniel Pietzuch                                             |
| Brant Mitglied der Nachtwache | Jonathan Byrne                | 5.07 | 5                     |                                                             |
| Karsi Eine Wildlingsfrau | Birgitte Hjort Sørensen       | 5.08 | 5                     | Sandra Schwittau                                            |
| Loboda Ein Thenn | Sachari Bacharow              | 5.08 | 5                     | Ole Pfennig                                                 |
| Dim Dalba Wildling-Ältester | Murray McArthur               | 5.08, 6.07 | 5–6                   | Björn-Tilo Kraft (Staffel 5) Roman Kretschmer (Staffel 6)   |
| Braavosischer Kapitän | Morgan C. Jones               | 5.08 | 5                     | Uwe Kosubek                                                 |
| Der Dünne Mann (The Thin Man) Buchmacher in Braavos | Oengus MacNamara              | 5.08–5.09 | 5                     | Erhard Hartmann                                             |
| Wun Weg Wun Dar Wun („Wun Wun“) Ein Riese | Ian Whyte                     | 5.08–5.09, 6.02, 6.07, 6.09 | 5–6                   | Philipp Lentz                                               |
| Bordellwirtin in Braavos | Lacy Moore                    | 5.09 | 5                     | Melanie Manstein                                            |
| Brusco Freier in Braavos | Garry Mountaine               | 5.09 | 5                     | Gerhard Jilka                                               |
| Gordy Soldat im Dienste der Boltons | Tristan McConnell             | 5.10 | 5                     |                                                             |
| Simpson Soldat im Dienste der Boltons | Laurence O’Fuarian            | 5.10 | 5                     |                                                             |
| Maester Wolkan Bediensteter der Boltons; später der Starks | Richard Rycroft               | 6.01–6.02, 7.01–7.03, 7.05–8.02, 8.04, 8.06                                                                                        | 6–8                   | Claus Vester                                                |
| Zanrush Roter Priester in Meereen | Gerald Lepkowski              | 6.01, 6.05 | 6                     |                                                             |
| Khal Moro Ein Dothraki | Joe Naufahu                   | 6.01, 6.03–6.04 | 6                     | 2                                                           |
| Akho Ein Dothraki | Chuku Modu                    | 6.01, 6.04 | 6                     | 2                                                           |
| Qhono Ein Dothraki und späterer Kommandant in Danaerys Armee | Staz Nair                     | 6.01, 6.03–6.04, 7.03–7.05, 7.07–8.04                                                                                              | 6–8                   | 2                                                           |
| Frau von Khal Moro | Rubi Ali                      | 6.01 | 6                     | 2                                                           |
| Frau von Khal Moro | Fola Evans-Akingbola          | 6.01, 6.04 | 6                     | 2                                                           |
| Euron Graufreud jüngerer Bruder von Balon Graufreud; Onkel von Theon und Asha                                                                                           | Pilou Asbæk                   | 6.02, 6.05, 7.01–7.03, 7.07–8.01, 8.04–8.05                                                                                        | 6–8                   | Sascha Rotermund                                            |
| Aeron Graufreud jüngster Bruder von Balon Graufreud; Priester des ertrunkenen Gottes                                                                                    | Michael Feast                 | 6.02, 6.05 | 6                     | Hans Bayer                                                  |
| Lyanna Stark Schwester von Eddard und Benjen Stark, Mutter von Jon Schnee                                                                                               | Cordelia Hill (als Kind)      | 6.02 | 6                     | Laura Jenni                                                 |
| Lyanna Stark Schwester von Eddard und Benjen Stark, Mutter von Jon Schnee                                                                                               | Aisling Franciosi (Rückblick) | 6.10, 7.07 | 6–7                   | Regina Beckhaus                                             |
| Lord Harald Karstark Lord von Karhold; Sohn von Rickard Karstark | Paul Rattray                  | 6.02–6.03, 6.09 | 6                     | Nils Dienemann                                              |
| Ser Arthur Dayn (Ser Arthur Dayne) „Das Schwert des Morgens“ Königsgardist von Aerys Targaryen                                                                          | Luke Roberts (Rückblick)      | 6.03 | 6                     | Dominik Fenster                                             |
| Ser Gerold Hohenturm (Ser Gerold Hightower) Kommandant der Königsgarde von Aerys Targaryen                                                                              | Eddie Eyrie (Rückblick)       | 6.03 | 6                     |                                                             |
| Howland Reet (Howland Reed) Vasall der Starks, Lord von Grauwasserwacht, Vater von Jojen und Meera Reet                                                                 | Leo Woodruff (Rückblick)      | 6.03 | 6                     | Uwe Thomsen                                                 |
| Kleinjon Umber (Smalljon Umber) Lord von Letzter Herd; Sohn vom Großjon Umber                                                                                           | Dean S. Jagger                | 6.03, 6.09 | 5                     | Tommy Morgenstern                                           |
| Ornela Dosh Khaleen, ehemalige Lhazareen | Hannah John-Kamen             | 6.03–6.04 | 6                     |                                                             |
| Ash befreiter Sklave in Meereen | Yousef Sweid                  | 6.04 | 6                     | Florian Fischer                                             |
| Kesh befreiter Sklave in Meereen | Michael Heath                 | 6.04 | 6                     | Christian Buse                                              |
| Belicho Paenymion Edelmann aus Volantis | Eddie Jackson                 | 6.04, 6.09 | 6                     | Wolfgang Haas                                               |
| Rhalko Ein Dothraki | Andrei Claude                 | 6.04 | 6                     | 2                                                           |
| Forzo Ein Dothraki | Tamer Hassan                  | 6.04 | 6                     | 2                                                           |
| Kinvara Hohe Priesterin des Roten Gottes, aus Volantis | Ania Bukstein                 | 6.05 | 6                     | Tatjana Pokorny                                             |
| Rickard Stark Vater von Eddard, Benjen und Lyanna Stark | Wayne Foskett (Rückblick)     | 6.05 | 6                     | Christian Jungwirth                                         |
| Izembaro Schauspielgruppenleiter | Richard E. Grant              | 6.05–6.06, 6.08 | 6                     | Hans-Georg Panczak                                          |
| Camello Bühnendarsteller in Braavos, Rolle: Eddard Stark | Kevin Eldon                   | 6.05–6.06 | 6                     | Thomas Meinhardt                                            |
| Lady Crane Bühnendarstellerin in Braavos, Rolle: Cersei Lennister | Essie Davis                   | 6.05–6.06, 6.08 | 6                     | Madeleine Stolze                                            |
| Bobono Bühnendarsteller in Braavos, Rolle: Tyrion Lennister | Leigh Gill                    | 6.05–6.06, 6.08 | 6                     | Joachim Tennstedt                                           |
| Clarenzo Bühnendarsteller in Braavos, Rolle: Joffrey Baratheon | Rob Callender                 | 6.05–6.06, 6.08 | 6                     | Felix Auer                                                  |
| Bianca Bühnendarstellerin in Braavos, Rolle: Sansa Stark | Eline Powell                  | 6.05–6.06 | 6                     | Friederike Walke                                            |
| Margaery Tyrell-Darstellerin Bühnendarstellerin in Braavos | Eva Butterly                  | 6.05–6.06 | 6                     |                                                             |
| Lord Randyll Tarly Lord von Hornberg, Vasall der Tyrells, Gatte von Melessa Tarly, Vater von Samwell, Dickon und Talla Tarly                                            | James Faulkner                | 6.06, 7.02–7.05 | 6–7                   | Thomas Fritsch (Staffel 6) Tommi Piper (Staffel 7)          |
| Lady Melessa Tarly Gemahlin von Randyll Tarly, Mutter von Samwell, Dickon und Talla Tarly                                                                               | Samantha Spiro                | 6.06 | 6                     | Dagmar Dempe                                                |
| Dickon Tarly jüngster Sohn von Randyll und Melessa Tarly, Bruder von Samwell und Talla Tarly                                                                            | Freddie Stroma                | 6.06 | 6                     | Matthias Ransberger                                         |
| Dickon Tarly jüngster Sohn von Randyll und Melessa Tarly, Bruder von Samwell und Talla Tarly                                                                            | Tom Hopper                    | 7.02–7.05 | 7                     | Matthias Ransberger                                         |
| Talla Tarly Tochter von Randyll und Melessa Tarly, Schwester von Samwell und Dickon                                                                                     | Rebecca Benson                | 6.06 | 6                     | Lara Wurmer                                                 |
| König Aerys II. Targaryen (Der Irre König) The Mad King Vater von Rhaegar, Viserys und Daenerys Targaryen                                                               | David Rintoul (Rückblick)     | 6.06 | 6                     | Christian Jungwirth                                         |
| Lady Kitty Frey Gemahlin von Walder Frey | Lucy Hayes                    | 6.06, 7.01 | 6–7                   | 2                                                           |
| Bruder Ray Septon | Ian McShane                   | 6.07 | 6                     | Klaus-Dieter Klebsch                                        |
| Lady Lyanna Mormont Lady der Bäreninsel, Nichte von Jeor und Cousine von Jorah Mormont                                                                                  | Bella Ramsey                  | 6.07, 6.09–7.02, 8.01–8.04 | 6–8                   | Lucy Fandrych                                               |
| Lord Robett Glauer (Robett Glover) Lord von Tiefwald Motte, Bruder von Galbert Glauer                                                                                   | Tim McInnerny                 | 6.07, 6.10–7.02, 7.05 | 6–7                   | Reinhard Kuhnert                                            |
| Lem Mitglied der Bruderschaft ohne Banner | Jóhannes Haukur Jóhanesson    | 6.07–6.08 | 6                     | Johann Fohl                                                 |
| Alte Frau in Braavos | Margaret Jackman              | 6.07 | 6                     | Astrid Polak                                                |
| Rote Priesterin in Meereen | Melanie Liburd                | 6.08 | 6                     |                                                             |
| Maester der Zitadelle | Frank Hvam                    | 6.10 | 6                     | Gerd Meyer                                                  |
| Lord Wyman Manderly Vasall der Starks, Lord von Weißwasserhafen, Vater von Wendel Manderly                                                                              | Sean Blowers                  | 6.10 | 6                     | Eric Brodka                                                 |
| Lord Cley Cerwyn Vasall der Starks, Lord von Burg Cerwyn | Tom Varey                     | 6.10 | 6                     |                                                             |
| Erzmaester Ebrose Erzmaester der Zitadelle | Jim Broadbent                 | 7.01–7.03, 7.05 | 7                     | Peter Fricke                                                |
| Lady Alys Karstark Lady von Karholt, Enkelin von Rickard Karstark, Tochter von Harald Karstark                                                                          | Megan Parkinson               | 7.01–7.02, 8.01–8.03 | 7–8                   |                                                             |
| Lord Ned Umber Lord von Letzter Herd, Sohn von Jon „Kleinjon“ Umber | Harry Grasby                  | 7.01–7.02, 8.01 | 7–8                   | Philip Schwabeneder                                         |
| Eddie Soldat im Dienste der Lennisters | Ed Sheeran                    | 7.01 | 7                     | Sebastian Winkler                                           |
| Geoff Soldat im Dienste der Lennisters | Thomas Turgoose               | 7.01 | 7                     | Jan Langer                                                  |
| Theo Soldat im Dienste der Lennisters | William Postlethwaite         | 7.01 | 7                     | Max Felder                                                  |
| Wiedergänger-Riesen | Ian Whyte Neil Fingleton      | 7.01, 7.07, 8.03 | 7–8                   | 1                                                           |
| Harrag Kapitän im Dienste Asha Graufreuds | Brendan Cowell                | 7.02–7.04, 7.07 | 7                     | Christian Jungwirth                                         |
| Pirat in der Flotte Euron Graufreuds | Conor McGregor                | 7.02 | 7                     | 1                                                           |
| Henk Wache im Dienste der Starks | Danny Kirrane                 | 7.04 | 7                     | Thomas Wenke                                                |
| Koner Wache im Dienste der Starks | Joseph Quinn                  | 7.04 | 7                     | Mario Linder                                                |
| Erzmaester Sandhu Erzmaester der Zitadelle | Julian Firth                  | 7.05 | 7                     | Christian Buse                                              |
| Prinz Rhaegar Targaryen Thronerbe der Sieben Königslande; Bruder von Danaerys und Viserys Targaryen, Gatte von Elia Martell und Lyanna Stark, Vater von Jon             | Wilf Scolding (Rückblick)     | 7.07 | 7                     | Leonard Hohm                                                |
| Harry Strickland Kommandant der Goldenen Kompanie | Marc Rissmann                 | 8.01, 8.05 | 8                     | Marc Rissmann                                               |
| Fergus Soldat im Dienste der Starks | Seamus O’Hara                 | 8.02–8.03 | 8                     | Armin Hägele                                                |

1 keine Sprechrolle
2 Originalton